# كارين رييس
كارين رييس هي عارضة فلبينية، ولدت في 17 أكتوبر 1996 في كالابان في الفلبين.